# 查卡斯

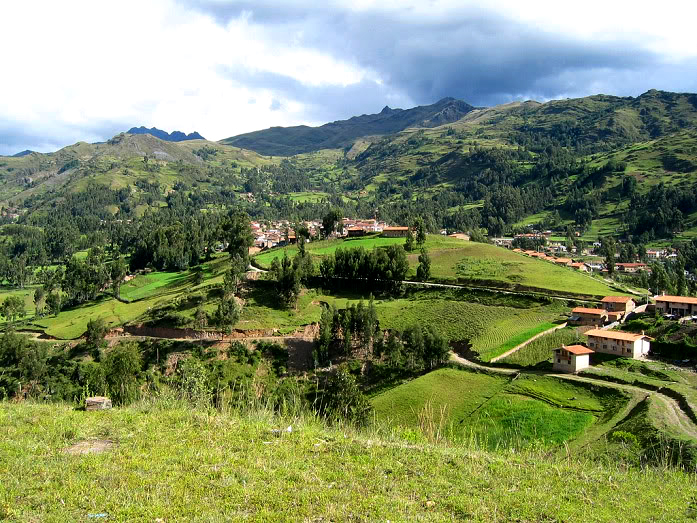

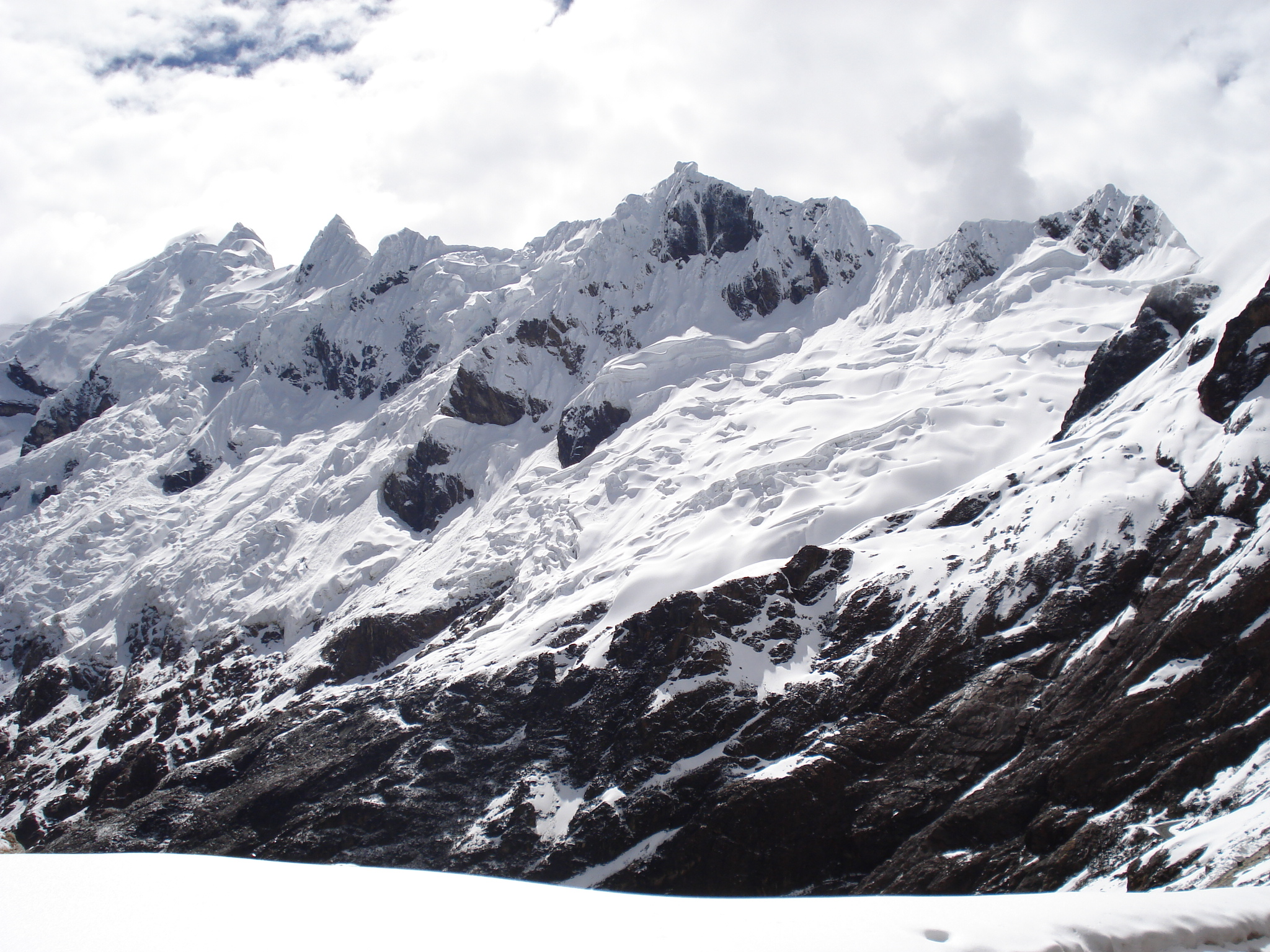

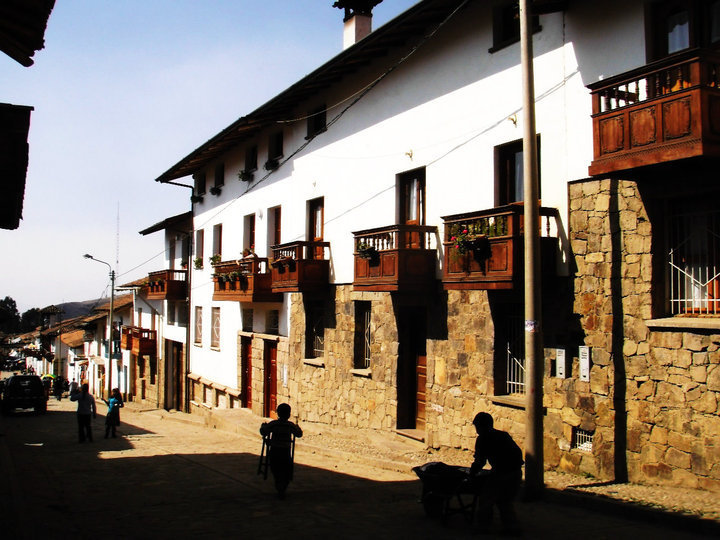

查卡斯（西班牙語：Chacas）是秘魯的城市，位於該國北部安卡什大區，是阿松森省的首府，距離首都利馬503公里，面積447.69平方公里，海拔高度3,359米，建於1570年代，2014年人口5,565人。